# 청송 대전사 보광전
청송 대전사 보광전(靑松 大典寺 普光殿)은 대한민국 경상북도 청송군, 대전사에 있는 조선시대의 건축물이다. 2008년 7월 28일 대한민국의 보물 제1570호로 지정되었다.

## 개요
대전사는 신라 문무왕(文武王) 12년(672) 의상대사(義湘大師)가 창건하였다고 전하며, 보광전은 1976년 중수시 발견된 상량문에 의하여 그 건축년대(1672년, 강희 11년 임자 5월초 119일, 현종 13년)가 밝혀져 임진왜란 때 불탄 것을 조선 현종 13년(1672)에 중창하였음을 알 수 있다.
청송 대전사 보광전의 건물 구조는 화강석 기단위에 화강석 초석을 놓고 약간 흘림이 있는 원주를 세워 구성된 정면3칸, 측면3칸의 건물이다. 지붕은 전면에만 부연을 단 겹처마의 맞배지붕이고, 구조는 2고주 5량가구이며, 다포계 양식으로 외 2출목 3제공, 내 2출목 3제공을 이루는데 전면은 앙설형이고 배면은 교두형으로 되어 있어 조선 중기 이후 목조건축양식의 특징을 보여주고 있다.
청송 대전사 보광전은 건축연대가 명확한 조선중기 다포양식의 목조건물로서 공포양식 등에 있어서 중기의 특성을 잘 나타내고 있으며, 특히 내부단청과 벽화는 회화성이 돋보이는 빼어난 작품으로 건축당시의 원형이 비교적 잘 보존되어 있는 조선중기 불교미술의 중요한 자료로서 국가지정문화재(보물)로서 역사적, 예술적, 학술적 가치가 충분하다.

## 같이 보기
- 대전사

## 참고 자료
- 청송 대전사 보광전 - 국가유산청 국가유산포털